# Diviacka Nová Ves
Diviacka Nová Ves (in ungherese Divékújfalu, in tedesco Diweggneudorf) è un comune della Slovacchia facente parte del distretto di Prievidza, nella regione di Trenčín.
Fu menzionato per la prima volta in un documento storico nel 1270.
- Il paese possiede tre castelli: uno del XV secolo, rimaneggiato nel XVIII secolo; uno nel 1610; e uno fu costruito nel 1685.